# 長山 (康乃狄克州特朗布爾)
長山（英語：Long Hill）是位於美國康乃狄克州費爾菲爾德縣的一個村落與街區。

## 地理
長山的座標為41°28′34″N 73°13′31″W / 41.47611°N 73.22528°W，而該地的平均海拔高度為34米（即110英尺）。